# 灰毛含笑
灰毛含笑（学名：Michelia foveolata var. cinerascens）为木兰科含笑属下的一个变种。